# Pridvorci (Trebinje)
Pour les articles homonymes, voir Pridvorci.
Pridvorci (en serbe cyrillique : Придворци) est un village de Bosnie-Herzégovine. Il est situé sur le territoire de la ville de Trebinje et dans la république serbe de Bosnie. Selon les premiers résultats du recensement bosnien de 2013, il compte 745 habitants.

## Géographie
Le village est situé au sud-ouest de Trebinje, au bord de la Trebišnjica, un cours d'eau qui débouche pour une part dans la mer Adriatique et se jette pour une autre part dans la Neretva.
Le village est entouré par les localités suivantes :
|           | Trebinje  |          |
| Gomiljani | Pridvorci | Trebinje |
|           | Todorići  |          |

## Histoire
Sur le territoire du village, deux sites sont inscrits sur la liste provisoire des monuments nationaux de Bosnie-Herzégovine : des vestiges de fortifications préhistoriques avec des tumuli et l'église Saint-Constantin-et-Sainte-Hélène.

## Démographie

### Évolution historique de la population dans la localité
| 1948 | 1953 | 1961 | 1971 | 1981 | 1991 | 2013 |
| ---- | ---- | ---- | ---- | ---- | ---- | ---- |
| -    | -    | 502  | 462  | 403  | 419  | 745  |

|  |

### Communauté locale
En 1991, la communauté locale de Pridvorci comptait 540 habitants, répartis de la manière suivante :